# Mozartella
Mozartella is een geslacht van vliesvleugeligen uit de familie Encyrtidae. De wetenschappelijke naam van dit geslacht is voor het eerst geldig gepubliceerd in 1926 door Girault.

## Soorten
Het geslacht Mozartella is monotypisch en omvat slechts de volgende soort:
- Mozartella beethoveni Girault, 1926